# 阿倍野區
阿倍野區（日语：／ Abeno ku */?）是日本大阪府大阪市的24區之一。位於轄內北部的阿倍野橋周邊區域擁有近鐵大阪阿部野橋站、大阪市營地鐵天王寺站、阪堺電氣軌道天王寺站，此地區擁有大量百貨公司、電影院，與位於北側天王寺區內天王寺車站周邊共同被稱為「天王寺、阿倍野」地區，為大阪市南部最主要的商業區；高達300公尺的全日本第二高樓阿部野橋車站大樓即位於此區域。

## 歷史
阿倍野區在過去屬於攝津國東成郡和住吉郡，在江戶時代分屬天王寺村、阿部野村和住吉村，這三村分別為幕府直屬領和小田原藩領地；1889年實施町村制後，前兩村合併為天王寺村，住吉村仍獨自存在。
1925年，這兩村被併入大阪市，並劃入新設立的住吉區，當時住吉區的範圍包括現在的阿倍野區、住吉區、住之江區、東住吉區、平野區。1943年住吉區決定被拆分為三個區，原先規劃拆成三個區後，位於東部的區命名為「東住吉區」，位於西北部的區由於原本住吉區的區公所位於此，此區繼續沿用「住吉區」之名，位於西南部的區則命名為「住之江區」；但由於位於西南部的住吉大社週邊居民反對使用「住之江」之名稱，最終決定西南部這區命名為「住吉區」，而西北部的區則改採用阿倍野區作為名稱。

## 交通

### 鐵路
近畿日本鐵道
- 南大阪線：大阪阿部野橋站 - 河堀口站

西日本旅客鐵道
- 阪和線：美章園站 - 南田邊站 - 鶴丘站
  - 大和路線（關西本線）的東部市場前站 - 天王寺站間通過阿倍野區（天王寺町北）。

大阪市高速電氣軌道（大阪地下鐵）
- 御堂筋線：天王寺站 - 昭和町站 - 西田邊站
- 谷町線：阿倍野站 - 文之里站

阪堺電氣軌道
- 上町線：天王寺站前站 - 阿倍野站 - 松蟲停留場 - 東天下茶屋停留場 - 北畠停留場 - 姬松停留場
  - 南海高野線也在阿倍野區的西南部通過，但沒有在區內設置車站。

## 外部連結
- （日語） 大阪市阿倍野區公所的X（前Twitter）
- （日語） YouTube上的阿倍野區吉祥物頻道